# 123년

## 연호
- 후한(後漢) 연광(延光) 2년

## 기년
- 후한(後漢) 안제(安帝) 17년
- 신라(新羅) 지마 이사금(祗摩泥師今) 12년
- 고구려(高句麗) 태조대왕(太祖大王) 71년
- 백제(百濟) 기루왕(己婁王) 47년

## 사건
- 신라와 왜가 강화하다.